# Michaëlle Jean
Michaëlle Jean (Porto Príncipe, 6 de setembro de 1957) foi governadora-geral do Canadá, de 2005 até 2010. Foi a terceira mulher a ocupar o cargo, e a primeira pessoa negra. Como governadora-geral, Jean teve direito ao título de Vossa Excelência, e, vitaliciamente, de Muito Honorável.
Jean nasceu na capital do Haiti, então o país mais pobre do continente americano. Fugiu para o Canadá com onze anos de idade, após o golpe de estado da família Duvalier, juntamente com seus pais, em 1968. Estudou na Universidade de Montreal e em universidades italianas, formando-se em literatura e linguagem italiana e hispânica. Sua língua materna é o francês. Ela também fala fluentemente o inglês, italiano, espanhol, crioulo haitiano, e pode ler textos escritos em português. Antes de ser indicada ao cargo, Michaëlle Jean foi jornalista (trabalhando primariamente na televisão).